# Центральна лінія (Казань)
Центра́льна лі́нія — перша лінія Казанського метрополітену.
Станом на 30 серпня 2018 року вона єдина та існує у вигляді одинадцяти станцій: «Проспект Перемоги» , «Гірки», «Аметьєво», «Суконна слобода», «Майдан Тукая», «Кремлівська»,  «Козина слобода», «Яшлек»,  «Північний вокзал», «Авіабудівельна», Дібровна.

## Історія
Будівництво початкової ділянки з 5 станцій розпочалося 27 серпня 1997 року
.

### Хронологія розвитку системи
- 27 вересня 2005 — відкрилася початкова ділянка «Кремлівська»—«Гірки».
- 29 грудня 2008 — відкрилася станція «Проспект перемоги».
- 30 грудня 2010 — відкрилася станція «Козина слобода».
- 9 травня 2013 — розширення лінії на 3 станції, ділянка «Козина слобода»—«Авіабудівельна».
- 30 серпня 2018 року — відкриття станції  Дібровна

## Депо та рухомий склад
Лінію обслуговує депо ТЧ-1 «Аметьєво», потяг має 4 вагони 81-553.3.